# Clarafond-Arcine
 Clarafond-Arcine  es una población y comuna francesa, en la región de Ródano-Alpes, departamento de Alta Saboya, en el distrito de Saint-Julien-en-Genevois y cantón de Frangy.

## Demografía
| 332 | 321 | 343 | 398 | 550 | 707 |
| Para los censos de 1962 a 1999 la población legal corresponde a la población sin duplicidades (Fuente: INSEE [Consultar]) |     |     |     |     |     |